# Арлингтон (Њујорк)
Арлингтон (енгл. Arlington) насељено је место без административног статуса у америчкој савезној држави Њујорк.

## Демографија
По попису из 2010. године број становника је 4.061, што је 8.42 (-67,5%) становника мање него 2000. године.
| Група             | 2000.         | 2010.         |
| Белци             | 9.256 (74,2%) | 2.331 (57,4%) |
| Афроамериканци    | 1.532 (12,3%) | 664 (16,4%)   |
| Азијати           | 760 (6,1%)    | 327 (8,1%)    |
| Хиспаноамериканци | 672 (5,4%)    | 574 (14,1%)   |
| Укупно            | 12.481        | 4.061         |